# Radulodon
Radulodon is een geslacht in de familie Cerrenaceae. De typesoort is Radulodon americanus.

## Soorten
Volgens Index Fungorum telt het geslacht acht soorten (peildatum maart 2022):
| Soortnaam             | Auteur(s)                       | Publicatiejaar |
| --------------------- | ------------------------------- | -------------- |
| Radulodon acaciae     | G. Kaur, Avn.P. Singh & Dhingra | 2014           |
| Radulodon americanus  | Ryvarden                        | 1972           |
| Radulodon aneirinus   | (Sommerf.) Spirin               | 2001           |
| Radulodon casearius   | (Morgan) Ryvarden               | 1972           |
| Radulodon cirrhatinus | Hjortstam & Spooner             | 1990           |
| Radulodon erikssonii  | Ryvarden                        | 1972           |
| Radulodon indicus     | Jyoti & Dhingra                 | 2014           |
| Radulodon revolubilis | Hjortstam & Ryvarden            | 2007           |